# Adama Ba
Adama Ba (Gouraye, Mauritania, 27 de agosto de 1993) es un futbolista mauritano que juega de centrocampista.

## Clubes
| Club                            | País      | Año       |
| ------------------------------- | --------- | --------- |
| Stade Brestois 29               | Francia   | 2011-2013 |
| S. C. Bastia                    | Francia   | 2013-2014 |
| Chamois Niortais F. C. (cedido) | Francia   | 2014-2015 |
| A. J. Auxerre                   | Francia   | 2015-2017 |
| Gazişehir Gaziantep F. K.       | Turquía   | 2017-2018 |
| Giresunspor                     | Turquía   | 2018-2019 |
| Renaissance de Berkane          | Marruecos | 2019-2023 |
| PAS Lamia 1964 (cedido)         | Grecia    | 2021      |

## Estadísticas

### Selección
| Año       | Part. | Goles |
| --------- | ----- | ----- |
| 2013      | 2     | 1     |
| 2014      | 6     | 1     |
| 2015      | 4     | 0     |
| 2018      | 6     | 2     |
| 2019      | 0     | 0     |
| 2013-2019 | 18    | 4     |